# Gens Rabiria
La gens Rabiria era una gens romana presente durante la Repubblica e nei primi secoli dell'Impero.

## Itria nominausati dalla gens
Il solo praenomen utilizzato dalla gens fu Gaius mentre l'unico cognomen fu Postumus.

## Membri illustri della gens
- Gaio Rabirio (Gaius Rabirius): vissuto nel II secolo a.C., fu un senatore che partecipò alla congiura contro Lucio Apuleio Saturnino nel 100 a.C.;
- Gaio Rabirio Postumo (Gaius Rabirius Postumus): vissuto nel I secolo a.C., fu difeso da Cicerone nell'orazione Pro Rabirio Postumo nel 54 a.C.;
- Rabirio (Rabirius): vissuto nel I secolo a.C., fu un filosofo epicureo;
- Gaio Rabirio (Gaius Rabirius): un poeta;
- Rabirio (Rabirius): vissuto nel I secolo d.C., fu l'architetto dell'imperatore Domiziano;